# فدراسیون بین‌المللی وکلای زن
فدراسیون بین‌المللی وکلای زن (IFWL)، یک سازمان بین‌المللی غیردولتی (NGO) است که با ارائه کمک‌های حقوقی، سواد حقوقی و برنامه‌های آموزشی، وضعیت زنان و کودکان را از طریق وکالت، اصلاح قانون، تحقیق و انتشارات ارتقا می‌بخشد.

## تاریخچه و فعالیتها
فدراسیون بین‌المللی وکلای زن (ایجاد شده در سال ۱۹۴۴) نباید با فدراسیون بین‌المللی وکلا و داوران زن که در سال ۱۹۲۸ در پاریس تأسیس شده‌است اشتباه گرفته شود. براساس تاریخچه این فدراسیون توسط Poska-Grünthal (استونی)، کلارا کامپامور (اسپانیا)، مارسل کرمر ایجاد شد و مقام مشورتی سازمان ملل را در سال ۱۹۵۴ بدست آورد. این فدراسیون با شورای اقتصادی و اجتماعی سازمان ملل متحد (ECOSOC)، سازمان آموزشی، علمی و فرهنگی ملل متحد (یونسکو) و سازمان بین‌المللی کار (ILO) همکاری می‌کند. FIDA خبرنامه La Abogada را چهار بار در سال به اسپانیایی و انگلیسی، برای اعضا منتشر می‌کند و هر دو سال یکبار به زبان‌های انگلیسی، فرانسوی و اسپانیایی منتشر می‌کند.
در سال ۲۰۱۱ یونسکو دربارهٔ این سازمان گفت: "کیفیت کار IFWL، یک سازمان حرفه ای که گسترش جغرافیایی آن منصفانه و نمایندگی نسبتاً متعادل است، در سال ۱۹۶۱ در گروه C پذیرفته شد و از سال ۱۹۵۳ با توجه به ترتیبات مشورتی، با یونسکو همکاری داشت.

## شرکت‌های وابسته منطقه ای
از سال ۲۰۱۱ سازمانها و افراد وابسته در ۷۳ کشور وجود داشته‌است:
کامرون، جمهوری دموکراتیک کنگو، مصر، غنا، کنیا، لسوتو، لیبریا، نیجریه، سنگال، سیرالئون، آفریقای جنوبی، سودان، توگو
آرژانتین، برمودا، بولیوی، برزیل، کانادا، شیلی، کلمبیا، کاستاریکا، دومینیکا، جمهوری دومینیکن، اکوادور، گواتمالا، گویان، هندوراس، جامائیکا، مکزیک ، آنتیل هلند، پاناما، پاراگوئه، پرو، ترینیداد و توباگو، اروگوئه، یونایتد ایالت‌های آمریکا، ونزوئلا
بنگلادش، هنگ کنگ / چین، هند، اندونزی، ایران - جمهوری اسلامی، اسرائیل، ژاپن، جمهوری کره، لبنان، مالزی، پاکستان، فیلیپین، سنگاپور، سریلانکا، تایوان / چین، تایلند
استرالیا، نیوزیلند
بلژیک، قبرس، دانمارک، فنلاند، فرانسه، آلمان، یونان، ایرلند، ایتالیا، لوکزامبورگ، هلند، نروژ، پرتغال، اسپانیا، سوئد، سوئیس، ترکیه، انگلیس بریتانیا و ایرلند شمالی